# Un mundo grandote
Un mundo grandote (It's a Big Big World en inglés) es una serie de televisión infantil estadounidense que se emitió en PBS Kids del 2 de enero de 2006 al 8 de enero de 2010. La serie fue creada por Mitchell Kriegman, el creador de la serie de televisión de los Muppets, Bear in the Big Blue House. Después de que terminó la serie, las reposiciones continuaron transmitiéndose hasta el 30 de abril de 2010. El espectáculo gira en torno a un grupo de animales que viven en "El Árbol del Mundo" en la selva tropical a lo largo del río Amazonas con la montaña más alta de Brasil, Pico da Neblina, como fondo montañoso. El personaje principal y anfitrión es el perezoso Snook.
La serie fue grabada en Wainscott Studios (ahora los estudios LTV (Local TV, Inc.)) en el complejo industrial del aeropuerto de East Hampton en Wainscott, Nueva York. Wainscott Studios es el único estudio que utiliza Shadowmation, una técnica creada por Mitchell Kriegman, para dar vida a los títeres combinando personajes animatrónicos de acción real con animación generada por computadora en tiempo real, entornos virtuales de alta definición impulsados por motores de videojuegos.

## Transmisión
En los Estados Unidos de América, el programa se emitió en PBS Kids desde el 2 de enero de 2006 hasta el 30 de abril de 2010, y se emitió como parte del bloque preescolar desde el 4 de septiembre de 2006 hasta el 31 de agosto de 2007.
El programa se emitió a nivel internacional en Nick Jr. en Australia y Nick Jr 2 en el Reino Unido.